# قصر (فیلم ۱۹۹۷)
قصر (به آلمانی: Das Schloß) فیلمی تلویزیونی به کارگردانی میشائل هانکه، محصول سال ۱۹۹۷ است. این فیلم اقتباسی از رمان قصر کافکاست.

## خلاصه داستان
اولریش موهه، در نقش کا، به روستایی سرد و دورافتاده می‌رود تا به عنوان نقشه‌بردار رسمی مشغول به کار شود. اما ظاهراً اشتباهی رخ داده‌است و چنین شغلی وجود ندارد. هرچه کا تلاش می‌کند با مقامات محلی صحبت کند و سوءتفاهم‌ها را رفع کند، کمتر جواب صریحی می‌شنود. در این گیر و دار به زنی به نام فریدا (با بازی سوزان لوتار) دل می‌بندد. مسئولان روستا، هر بار به بهانه‌ای اشکالی در کار کا ایجاد می‌کنند و او هر روز که می‌گذرد بیشتر در پیچ و خم روابط اداری اسیر می‌شود. «قصر»، نماد و مرکز قدرت حاکم، هرگز دیده نمی‌شود.